# Rue Volière
La rue Volière est une rue du quartier de Pierreuse à Liège.

## Toponymie
Il existe deux hypothèses quant à l'origine du nom :
- la plus plausible est que comme pour beaucoup d'autres origines d'un nom de rue, il y aurait existé une maison de commerce avec une enseigne au nom de Al volìr (en wallon) ou de Au vollier (en ancien français) où l'on élevait et vendait des oiseaux et de la volaille,
- une seconde version avance l'hypothèse qu'un riche notable qui résidait à l'actuel no 15 de la rue et ayant voyagé au XVIe siècle dans un des états qui constitue l'actuelle Italie en aurait ramené des oiseaux exotiques qu'il élevait par passion.

Ce qui est certain, c'est que l'acte acquisition par la Cité de Liège, en 1519, d'un bâtiment pour y installer les Cellites porte la mention « en Vollier, Montagne Sainte Walburge » et que la gravure de Liège publiée par Johannes Blaeu en 1649 mentionne la rue comme s'appelant « En la volliere ».

## Lieux d'intérêt
- Couvent des Cellites en Volière, classé au patrimoine immobilier de la Région wallonne. Le buffet et l'orgue sont, quant à eux, classés au patrimoine immobilier exceptionnel de la Région wallonne.
- Chapelle Saint-Roch en Volière, classée au patrimoine immobilier de la Région wallonne.
- Les façades des nos 31-35-47, classées au patrimoine immobilier de la Région wallonne.

## Voirie adjacente
- Rue Pierreuse
- Rue Fond Saint-Servais